# Wjatscheslaw Jerwandowitsch Keworkow
Wjatscheslaw Jerwandowitsch Keworkow (russisch Вячеслав Ервандович Кеворков; * 21. Juli 1923 in Moskau; † 9. Juni 2017 in Bonn) war maßgeblich als „back channel“, wie solche Geheimverbindungen in der Diplomatensprache heißen, für den direkten Kontakt zwischen der Führung der Sowjetunion und der Bundesrepublik Deutschland tätig. Zusammen mit seinem deutschen Gegenüber, Egon Bahr, trug dieser inoffizielle Kanal maßgeblich zum Austausch der beiden Länder im Kalten Krieg bei, sodass Willy Brandt und Leonid Breschnew direkt über Fragen zur Ostpolitik miteinander kommunizieren konnten.